# Danièle Laumann
Danièle Laumann, född den 8 juli 1961 i Toronto i Kanada, är en kanadensisk roddare.
Hon tog OS-brons i dubbelsculler i samband med de olympiska roddtävlingarna 1984 i Los Angeles.